# Джермано Вайлаті
Джермано Вайлаті (італ. Germano Vailati, нар. 30 серпня 1980, Лугано) — швейцарський футболіст, що грав на позиції воротаря.
П'ятиразовий чемпіон Швейцарії і дворазовий володар Кубка країни.

## Клубна кар'єра
У дорослому футболі дебютував 1999 року виступами за команду клубу «Лугано», в якій провів один сезон, взявши участь лише у 2 матчах чемпіонату. 
Згодом з 2000 по 2004 рік грав у складі команд клубів «Локарно», «К'яссо», «Беллінцона» та «Малькантоне Аньйо».
Своєю грою за останню команду привернув увагу представників тренерського штабу клубу «Сьйон», до складу якого приєднався 2004 року. Відіграв за команду зі Сьйона наступні чотири сезони своєї ігрової кар'єри. Більшість часу, проведеного у складі «Сьйона», був основним голкіпером команди.
2008 року уклав контракт з французьким «Мецом», у складі якого провів наступні один рік своєї кар'єри гравця. 
Протягом 2009—2010 років знову захищав кольори «Сьйона». З 2009 року три сезони захищав кольори команди клубу «Санкт-Галлен». 
До складу «Базеля» приєднався 2012 року. Протягом наступних шести років був резервним голкіпером базельської команди, яка протягом цього періоду п'ять разів вигравала швейцарську футбольну першість. 2018 року оголосив про заверення ігрової кар'єри,

## Виступи за збірну
2007 року викликавя до лав національної збірної Швейцарії, у складі якої, втім, жодного офіційного матчу не провів.

## Титули і досягнення
- Чемпіон Швейцарії (5):

«Базель»: 2012-13, 2013-14, 2014-15, 2015-16, 2016–17
- Володар Кубка Швейцарії (2):

«Сьйон»:  2005-06
«Базель: 2016-17